# Jacques Pierre François Salmon
Pour les articles homonymes, voir Salmon.
Jacques Pierre François Salmon, né à Orléans le 16 août 1781 et mort dans la même ville le 10 mars 1855, est un peintre français.

## Biographie
Peintre d'histoire et paysagiste, il est l'élève de Jean Bardin et de Jean-Baptiste Regnault.
En 1801, Salmon est professeur-adjoint de dessin à l'école centrale du Loiret, où il est élève quelques années plus tôt et lauréat de plusieurs prix. En 1809, il devient professeur titulaire de dessin au lycée d'Orléans. Il donne également des cours particuliers dans l'atelier qu'il a ouvert à son domicile. Il a produit un grand nombre de vues d'Orléans et des environs.

## Œuvres dans les collections publiques
- Châteauneuf-sur-Loire, musée de la marine de Loire : La Place de l'Étape à Orléans, d'après Jacques Pierre François Salmon, lithographie[3] ;
- Orléans :
  - église de la Recouvrance : Saint-Jacques le Majeur, huile sur toile ;
  - église Saint-Paul : Le Baptême de Jésus-Christ, huile sur toile ;
  - musée des beaux-arts d'Orléans :
    - Album, dessins, 55 feuillets et deux petits dessins détachés[4] ;
    - Une rue du Loiret, huile sur toile ;
    - Vue de La Motte-Bouquin sur le bord du Loiret, vers 1825, huile sur toile, 50 x 61 cm[5].